# ヨハン・ゲオルク・ハーマン

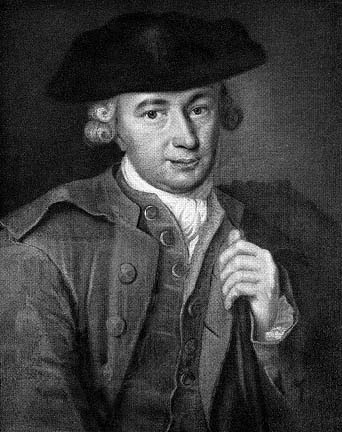
ハーマン

ヨハン・ゲオルク・ハーマン（Johann Georg Hamann, 1730年8月27日 - 1788年6月21日）は、ドイツの哲学者・文学者。
ケーニヒスベルク出身であることと、その独特で難解な文体から、「北方の博士」（あるいは「北方の魔術師」, Magus in Norden）の異名を持つ。合理主義・啓蒙思想に反対し、人間の根元能力である感性・信仰の哲学を主張し、同時代で同郷の知友、哲学者カントを批判、また影響をあたえた重要な人物である。同じ東プロイセン出身である文学者・ヘルダーを見出したことでも有名である。

## 生涯

### 生い立ち
1730年に、外科医の長男としてケーニヒスベルクに生まれる。当地出身の哲学者・カントより6歳年下である。両親は非常に教育熱心でハーマンも幼少期からフランス語、ギリシア語、絵画、音楽など様々な教育を受けていた。しかし、教師の力量不足で語学に関しては不適切な教育を受けていたため、普段の会話から軽快で分かり易さを旨とした文法をうまく使うことはできなかったという。このことがいい意味でも悪い意味でも後のハーマンの難解な文章を生み出す機縁であったと言われている。1746年にケーニヒスベルクにあるアルベルトゥス大学ケーニヒスベルク（Königlichen Albertus-Universität Königsberg）に神学生として入学。哲学から物理学まで受け持っていたクヌッツェン教授の弟子になる。クヌッツェンは、カントにニュートン物理学を教えた人物でもあり、この縁でカントとハーマンが知友になったといわれている。当時ケーニヒスベルクは、ピエティスムス(敬虔主義)の牙城であり、クヌッツェンは、ピエティスムスと当時旺盛していた啓蒙主義との調和を目指していた。（このことはカントにも言えることだが）こうした思潮はハーマンにも少なからぬ影響を与えた。ハーマンの思想の核心にもなる「神へのへりくだり」(Herunterlassung Gottes)という概念は直接にはクヌッツェンの思想に由来する(カントもこの表現は使わないが、後に宗教論にあたる「単なる理性の限界内における宗教」においてこれと類似する考え方を示している) 。
しかし、クヌッツェン以上にハーマンに影響を与えたのは、当大学でイギリス哲学を講じていたカール・ハインリヒ・ラポルトであろう。彼は、啓蒙思想に傾倒し、イギリス哲学やフランス哲学をハーマンら学生に教えていた。このことは、ハーマンを神学から遠ざけて、詩学や文献学、芸術、美学などに興味を持たせることになった。特にハーマンはフランス思想などに憧れていたという。また、ハーマンの人生を決定付けることになる友人ヨハン・クリストフ・ベーレンスとヨハン・ゴットヘルフ・リントナーと共同で雑誌「ダフネ」(Daphne)を発刊。道徳、宗教、社会などを論じ、中々の評判であった。このように、学生時代のハーマンには反啓蒙の精神はまだ現れていなかったといえる。

### ロンドンでの回心
1752年にハーマンは大学を中退し人生の進路に迷っていたが、友人であるベーレンスの計らいで、ベーレンス一家がリガで経営する会社「ベーレンス商会」に就職した（ベーレンス商会は現在でいえば、商社のような組織であったらしい）。ベーレンスは、ハーマンに形而上学的体系を放棄させ、実用的な学問（現在でいう経済学か経営学に相応するもの）を身につけさせ、現実社会で役に立つ人間にさせようとする配慮からであった。といっても、現代のビジネスマンというものには程遠く、実態はベーレンス商会の経済的理論を擁護する経済研究家であった。この頃のハーマンは近代国家の特徴を経済的活動という商業に求め、この重商主義を当時旺盛していた啓蒙思想と結び付けさせるという経済思想の研究に没頭していたという。ベーレンスは、ハーマンの英語とフランス語の能力を知っていたので、彼をおそらく貿易関連の仕事か、政治的な使者としてロンドンへと派遣した。1756年の事である。当時、ケーニヒスベルクを治めていた東プロイセンは、ロシアからの侵略を受けていた。イギリスはプロイセンを支持し、援助しようとしていたので、それに関連した使命も兼ねてロンドンに派遣されたと思われるが、ハーマン自身、ロンドンへ行った目的を一生秘密にしていたので、真相は不明である。ハーマンはかねてから英国に関する思想や文化の研究に熱中しており、このロンドンの地は第二の故郷と思っていた。途中、ベルリンで、後のライバルとなるモーゼス・メンデルスゾーンなどを訪問した後、1757年にハーマンはロンドンへついた。
しかし、ハーマン自身によれば、大都市ロンドンはハーマンにとって冷たかった。はるか東プロイセンの生まれの人間の英語や立ち居振る舞いが、ロンドンの人には奇異に映ったのであろうか。ロンドンの都市階層の人々の暮らし振りをおそらく初めて目の当たりにして、ハーマンは著しい失望で自己喪失にまで陥った。おそらくベーレンス商会の仕事で、当地のロシア公使にも接触をしたが、無情にも門前払いにされた。ロンドンでの仕事も失敗に終わった。完全に自己を失ったハーマンはこのロンドンの地で誘惑にも負け、仕事の失敗もかねての憂さ晴らしで、暴飲暴食、さらには娼婦との情交までも日常的とし、ベーレンス商会から与えられたお金も全て使い果たしてしまい、人生のどん底にまで陥っていた。彼にすれば、この堕落した生活が日常から救済される唯一の手段であった。
1758年3月13日であった。心が飢えて廃人がかったハーマンの手の上に一冊の本があった。その書物を読むなり、彼は開眼した。ハーマンは、自身の罪深さを恥じた。この書物こそ、「聖書」に他ならない。ハーマンはこれほどまでに聖書と向き合ったことは今までになかった。ハーマンは、モーセ書まで読むにあたりついに「回心」したという。カインの末裔として地上の放浪者だったハーマンは、キリストへの信仰、神の啓示へと向くことで、盲目で腐敗しきった生から解放された。同年の3月31日の夕方であったと明記している。これまでの根拠のない自己理性と自己意思に対する絶対的な信頼が打ち砕かれた。人間それ自身、盲目であるのに、如何にして自身の理性が他人に対して正しい道を示す光となりうるのであろうか、ハーマンは自身の思想の根本をこのロンドンの地で手に入れることになった。
ハーマンのこのロンドンでの思想の転換期は一般に「ロンドンでの回心」などと呼ばれている。このような自己の内省的記述はピエティスムスの思想家に顕著に見られる事でもあるが、歴史的にはパスカルやアウグスティヌスなどにも見られる。
1758年7月にハーマンはロンドンを離れ、リガへ帰国。ベーレンス商会はビジネスの失敗も咎めず、快くハーマンを迎え入れた。ハーマンはその後も、ベーレンス商会で職務にたずさわっていたが、ロンドンへ派遣される前とは明らかに態度が違っていた。ベーレンスもそのことに一種の疑念を抱いていた。ハーマンはこの頃「一人のキリスト者の聖書考察」と「我が生涯を憶う」を著す。

### ケーニヒスベルクのソクラテス
1759年にハーマンは、ベーレンスの姉のカタリーナに求婚するが、ベーレンスはこれを拒否し、不快感を示す。また、回心後毎日神に祈りを捧げ、懺悔しているハーマンを見て、商人の精神を根付かせようとしたベーレンスはさらに困惑する。結局破局に終わり、ベーレンス商会を辞めて、郷里であるケーニヒスベルクへと帰った。しかし心配したベーレンスはハーマンを有用な商人へと再び戻すため、友人でもある哲学者カントに協力を呼びかけ、ハーマンを説得させようと、ベーレンスもリガからケーニヒスベルクと急いだ。ベーレンスとカントはかつてハーマン自身も称賛していた有用な商人に戻そうと説得したが、焼け石に水であった。カントらの忠告には敬意を示すものの、ただハーマン自身は、キリスト者にとっては神への祈りこそが仕事であるという。これは、当時のプロシアを支配していたフリードリヒ大王による啓蒙専制君主による国家支配に対する抗議であるとカントへ語っている上、自身の特異な考えも自覚しているようで、一概に無職者に甘んじたいということでもなかったと言われている。このような特異なハーマン自身の思想を綴ったのが、代表作でもある「ソクラテス回想録」である。

## 訳書
- 『北方の博士・ハーマン著作選』川中子義勝訳、沖積舎、2002年

## 伝記研究
- アイザィア・バーリン『北方の博士 J.G.ハーマン　近代合理主義批判の先駆』奥波一秀訳、みすず書房、1996年
- オスヴァルト・バイアー『ヨーハン・ゲオルク・ハーマン　根元的な啓蒙を目指して』宮谷尚実訳、教文館、2003年
- 川中子義勝『ハーマンの思想と生涯 十字架の愛言者』教文館、1996年
- 川中子義勝『ハーマンにおける言葉と身体　聖書・自然・歴史』教文館、2023年